# 神戸大学大学院海事科学研究科
神戸大学大学院海事科学研究科（こうべだいがくだいがくいんかいじかがくけんきゅうか、Graduate School of Maritime Sciences, Kobe University）は、神戸大学の中の大学院一研究科である。
これは、理学、工学、農学、海事科学で構成されていた大学院自然科学研究科の改組によって誕生し、教員組織の大学院への重点化、教育の実質化に伴い、海事科学に関する研究を深く研究する体制ができた。それと同時に、教員は大学院に所属することによって、研究中心の体制となった。
なお、神戸大学海事科学部（こうべだいがくかいじかがくぶ、Faculty of Maritime Sciences, Kobe University）は大学院海事科学研究科と一体的に運営されている神戸大学の学部である（2021年より神戸大学海洋政策科学部に改組されたが、2020年度以前の入学者や途中年次での編入者が存在するため、2021年度以降も組織名称としては存続している）。

## 講座編成
- 以下の3つの講座からなる。

海事マネジメント科学講座
海事に関するあらゆる安全管理と船舶運航システム、国際的な海事産業、多国間の連携を含む諸行政、海事関連法規などを理解する
海洋ロジスティクス科学講座
効率的で安全かつ環境負荷の小さな輸送システム、物流情報、海洋環境情報をシステム・情報工学的視点から捉え、管理輸送・物流システムを統合的に理解する
マリンエンジニアリング講座
新機能物質や次世代の動力システムにおける多様なエネルギー技術、船舶をはじめとする、海洋関連機械・構造物に関するエネルギー利用、環境保全、メカトロニクス技術を理解する 　の3つの講座を配置。
- 自然科学研究科の改組にともない、自然科学系先端融合科学研究環が設置された。海事科学研究科は自然科学先端融合研究環に参画し、先端的研究、教育を行う。自然科学系先端融合研究環では、理学研究科、工学研究科、農学研究科、海事科学研究科から研究環に兼務する重点研究チームの教員による、先端融合科学特論I II、プログラム教育として、6コース(うち海事科学に関係するものとして、理学と海事科学、工学と海事科学、農学と海事科学)があり、海事科学研究科の学生の教育を行っている。さらに研究として、「21重点チーム」に海事科学研究科が参画している。

## 研究テーマ
研究テーマは、海水の組成、海流発電、ロジスティクス、マネジメント、品質管理、海洋ロボット、海洋エネルギー、海洋微生物、海運経済学、情報工学、心理学、材料科学等、大変広い。